# Súper Rugby 2019
El Súper Rugby 2019 fue la temporada número 24 del Super Rugby, se realizó entre febrero y junio. Fue organizado por la Sanzaar, con la participación de quince equipos pertenecientes a cinco países de Oceanía, Asia, África y América: cinco equipos de Nueva Zelanda (Blues, Chiefs, Crusaders -campeón 2018-, Highlanders y Hurricanes), cuatro de Sudáfrica (Bulls, Lions, Sharks y Stormers), cuatro de Australia (Brumbies, Rebels, Reds y Waratahs), uno de Argentina (Jaguares) y uno de Japón (Sunwolves).
Debido a la realización de la Copa Mundial de Rugby de 2019 en Japón entre septiembre y noviembre, no habrá partidos internacionales en la ventana de junio.

## Equipos participantes
Notas
1. ↑  Además utilizará el Estadio Nacional de Singapur.
2. ↑  Además utilizará el ANZ National Stadium en Suva (Fiyi).

## Forma de disputa
Fase regular
Los 15 equipos se agrupan geográficamente en tres conferencias de cinco equipos cada uno:
- La Conferencia Australia incluye los cuatro equipos australianos y el equipo japonés;
- La Conferencia Nueva Zelanda incluye a los cinco equipos neozelandeses;
- La Conferencia Sudáfrica incluye los cuatro equipos sudafricanos y el equipo argentino.

La fase regular consta de 18 fechas que se disputan en 19 semanas, de las cuales en la primera solo compiten equipos de la conferencia sudafricana y en la Nº 16 (1 al 3 de junio) solo compiten equipos de las conferencias australiana y neozelandesa. Cada equipo queda libre en dos fechas y debe disputar 16 partidos:
- ocho contra cada uno de los demás equipos de su misma conferencia (local y visitante);
- cuatro contra diferentes equipos de una de las otras dos conferencias;
- cuatro contra diferentes equipos de la segunda de las otras dos conferencias.

Puntuación
Para ordenar a los equipos en la tabla de posiciones se los puntuará según los resultados obtenidos.
- 4 puntos por victoria.
- 2 puntos por empate.
- 0 puntos por derrota.
- 1 punto bonus por ganar haciendo 3 o más tries que el rival.
- 1 punto bonus por perder por siete o menos puntos de diferencia.

Eliminatorias
El equipo ganador de cada una de las tres conferencias clasifica automáticamente para los cuartos de final formados por ocho equipos en total. Los otros cinco lugares corresponden a los cinco equipos mejor clasificados en la tabla general que reúne a las tres conferencias. Cada equipo mantiene su posición como cabeza de serie para las siguientes rondas.
En los cuartos de final, los tres ganadores de conferencia y el equipo mejor ubicado en la general, excluidos los ganadores de cada conferencia, son anfitriones de los partidos, es decir, juegan de local en la eliminatoria de cuartos de final. Se enfrentarán con los equipos ubicados del quinto al octavo puesto de la general de las tres conferencias reunidas, de tal manera que se enfrentarán el primer clasificado (el ganador de conferencia con mayor puntuación) con el octavo clasificado, el segundo se enfrentará al séptimo, el tercero (el ganador de conferencia con peor puntuación de los tres ganadores de conferencia) al sexto y el cuarto (que es el primero de la tabla general una vez excluidos los tres equipos ganadores de cada conferencia) se enfrentará al quinto clasificado.
Los ganadores de cuartos de final avanzarán a las semifinales, donde el mayor cabeza de serie es local y enfrenta al de menor posición. El ganador de cada semifinal pasa a la final, en la sede del equipo de mayor cabeza de serie.
El equipo ganador de la final se proclama campeón.

## Reglas especiales
El Super Rugby aplica reglas especiales que lo diferencian de las generales del rugby establecidas por la World Rugby (WR). Las dos principales son:
- El punto bonus ofensivo se obtiene cuando el equipo vencedor anota tres o más tries que su oponente. Esta regla se diferencia de la sancionada por la WR, que asigna un punto bonus al equipo que anota cuatro tries o más, sin relación alguna con la cantidad anotada por el oponente.
- En caso de penal una vez que ha sonado la sirena de final del tiempo de juego, el equipo favorecido con la sanción tiene la opción de patear al touch y obtener un line out. Esta opción no está permitida en las reglas de la WR.

## Fase regular

### Conferencia Australia
Final. Actualizado incluyendo los partidos disputados el 15 de junio de 2019 (semana 18). 
| Pos. | Equipo    | Encuentros | Encuentros | Encuentros | Encuentros | Tantos | Tantos | Tantos | Tantos | Tantos | PB | PB | Puntos |
| Pos. | Equipo    | PJ         | PG         | PE         | PP         | F      | C      | Dif    | Tf     | Tc     | BO | BD | Puntos |
| ---- | --------- | ---------- | ---------- | ---------- | ---------- | ------ | ------ | ------ | ------ | ------ | -- | -- | ------ |
| 1.º  | Brumbies  | 16         | 10         | 0          | 6          | 430    | 366    | +64    | 65     | 49     | 5  | 3  | 48     |
| 2.º  | Rebels    | 16         | 7          | 0          | 9          | 393    | 465    | −72    | 56     | 61     | 3  | 3  | 34     |
| 3.º  | Waratahs  | 16         | 6          | 0          | 10         | 367    | 435    | −68    | 44     | 47     | 0  | 6  | 30     |
| 4.º  | Reds      | 16         | 6          | 0          | 10         | 385    | 438    | −53    | 50     | 59     | 1  | 3  | 28     |
| 5.º  | Sunwolves | 16         | 2          | 0          | 14         | 294    | 584    | −290   | 34     | 85     | 0  | 4  | 12     |

|  | Ganadores de conferencia y clasificados a la siguiente fase. |
|  | Clasificados a la siguiente fase.                            |

### Conferencia Nueva Zelanda
Final. Actualizado incluyendo los partidos disputados el 15 de junio de 2019 (semana 18). 
| Pos. | Equipo      | Encuentros | Encuentros | Encuentros | Encuentros | Tantos | Tantos | Tantos | Tantos | Tantos | PB | PB | Puntos |
| Pos. | Equipo      | PJ         | PG         | PE         | PP         | F      | C      | Dif    | Tf     | Tc     | BO | BD | Puntos |
| ---- | ----------- | ---------- | ---------- | ---------- | ---------- | ------ | ------ | ------ | ------ | ------ | -- | -- | ------ |
| 1.º  | Crusaders   | 16         | 11         | 3          | 2          | 497    | 257    | +240   | 73     | 31     | 8  | 0  | 58     |
| 2.º  | Hurricanes  | 16         | 12         | 1          | 3          | 449    | 362    | +87    | 60     | 46     | 3  | 0  | 53     |
| 3.º  | Chiefs      | 16         | 7          | 2          | 7          | 451    | 465    | −14    | 63     | 59     | 2  | 2  | 36     |
| 4.º  | Highlanders | 16         | 6          | 3          | 7          | 441    | 392    | +49    | 52     | 51     | 2  | 4  | 36     |
| 5.º  | Blues       | 16         | 8          | 0          | 8          | 401    | 478    | −77    | 53     | 64     | 2  | 1  | 35     |

|  | Ganadores de conferencia y clasificados a la siguiente fase. |
|  | Clasificados a la siguiente fase.                            |

### Conferencia Sudáfrica
Final. Actualizado incluyendo los partidos disputados el 15 de junio de 2019 (semana 18). 
| Pos. | Equipo   | Encuentros | Encuentros | Encuentros | Encuentros | Tantos | Tantos | Tantos | Tantos | Tantos | PB | PB | Puntos |
| Pos. | Equipo   | PJ         | PG         | PE         | PP         | F      | C      | Dif    | Tf     | Tc     | BO | BD | Puntos |
| ---- | -------- | ---------- | ---------- | ---------- | ---------- | ------ | ------ | ------ | ------ | ------ | -- | -- | ------ |
| 1.º  | Jaguares | 16         | 11         | 0          | 5          | 461    | 352    | +109   | 60     | 38     | 5  | 2  | 51     |
| 2.º  | Bulls    | 16         | 8          | 2          | 6          | 410    | 369    | +41    | 42     | 49     | 3  | 2  | 41     |
| 3.º  | Sharks   | 16         | 7          | 1          | 8          | 343    | 335    | +8     | 40     | 39     | 3  | 4  | 37     |
| 4.º  | Lions    | 16         | 8          | 0          | 8          | 401    | 478    | −77    | 53     | 64     | 2  | 1  | 35     |
| 5.º  | Stormers | 16         | 7          | 1          | 8          | 344    | 366    | −22    | 34     | 46     | 1  | 4  | 35     |

|  | Ganadores de conferencia y clasificados a la siguiente fase. |
|  | Clasificados a la siguiente fase.                            |

### Tabla general
Final. Actualizado incluyendo los partidos disputados el 15 de junio de 2019 (semana 18). 
| Pos. | Equipo      | Encuentros | Encuentros | Encuentros | Encuentros | Tantos | Tantos | Tantos | Tantos | Tantos | PB | PB | Puntos |
| Pos. | Equipo      | PJ         | PG         | PE         | PP         | F      | C      | Dif    | Tf     | Tc     | BO | BD | Puntos |
| ---- | ----------- | ---------- | ---------- | ---------- | ---------- | ------ | ------ | ------ | ------ | ------ | -- | -- | ------ |
| 1.º  | Crusaders   | 16         | 11         | 3          | 2          | 497    | 257    | +240   | 73     | 31     | 8  | 0  | 58     |
| 2.º  | Jaguares    | 16         | 11         | 0          | 5          | 461    | 352    | +109   | 60     | 38     | 5  | 2  | 51     |
| 3.º  | Brumbies    | 16         | 10         | 0          | 6          | 430    | 366    | +64    | 65     | 49     | 5  | 3  | 48     |
| 4.º  | Hurricanes  | 16         | 12         | 1          | 3          | 449    | 362    | +87    | 60     | 46     | 3  | 0  | 53     |
| 5.º  | Bulls       | 16         | 8          | 2          | 6          | 410    | 369    | +41    | 42     | 49     | 3  | 2  | 41     |
| 6.º  | Sharks      | 16         | 7          | 1          | 8          | 343    | 335    | +8     | 40     | 39     | 3  | 4  | 37     |
| 7.º  | Chiefs      | 16         | 7          | 2          | 7          | 451    | 465    | −14    | 63     | 59     | 2  | 2  | 36     |
| 8.º  | Highlanders | 16         | 6          | 3          | 7          | 441    | 392    | +49    | 52     | 51     | 2  | 4  | 36     |
| 9.º  | Lions       | 16         | 8          | 0          | 8          | 401    | 478    | −77    | 53     | 64     | 2  | 1  | 35     |
| 10.º | Stormers    | 16         | 7          | 1          | 8          | 344    | 366    | −22    | 34     | 46     | 1  | 4  | 35     |
| 11.º | Rebels      | 16         | 7          | 0          | 9          | 393    | 465    | −72    | 56     | 61     | 3  | 3  | 34     |
| 12.º | Waratahs    | 16         | 6          | 0          | 10         | 367    | 435    | −68    | 44     | 47     | 0  | 6  | 30     |
| 13.º | Blues       | 16         | 5          | 1          | 10         | 347    | 369    | −22    | 45     | 47     | 3  | 5  | 30     |
| 14.º | Reds        | 16         | 6          | 0          | 10         | 385    | 438    | −53    | 50     | 59     | 1  | 3  | 28     |
| 15.º | Sunwolves   | 16         | 2          | 0          | 14         | 294    | 584    | −290   | 34     | 85     | 0  | 4  | 12     |

|  | Ganadores de conferencia y clasificados a la siguiente fase. |
|  | Clasificados a la siguiente fase.                            |

## Partidos de la fase regular
| La hora está expresada uniformemente según el UTC-0. Para poder establecer el horario en cada lugar se debe recurrir al huso horario en que esté ubicado, sumándole o restándole según corresponda. |

| Semana 1         | Semana 1 | Semana 1  | Semana 1 | Semana 1    | Semana 1                               | Semana 1      | Semana 1 |
| Local            | PB       | Resultado | PB       | Visitante   | Estadio                                | Fecha         | Hora     |
| ---------------- | -------- | --------- | -------- | ----------- | -------------------------------------- | ------------- | -------- |
| Chiefs           | BD       | 27 - 30   |          | Highlanders | Estadio Waikato (Hamilton)             | 15 de febrero | 6:35     |
| Brumbies         | BD       | 27 - 34   |          | Rebels      | Estadio Canberra (Canberra)            | 15 de febrero | 8:45     |
| Blues            | BD       | 22 - 24   |          | Crusaders   | Eden Park (Auckland)                   | 16 de febrero | 6:35     |
| Waratahs         | BD       | 19 - 20   |          | Hurricanes  | Brookvale Oval (Sydney)                | 16 de febrero | 8:45     |
| Sunwolves        |          | 10 - 45   | BO       | Sharks      | Estadio Nacional de Singapur (Kallang) | 16 de febrero | 10:55    |
| Bulls            | BO       | 40 - 3    |          | Stormers    | Estadio Loftus Versfeld (Pretoria)     | 16 de febrero | 13:35    |
| Jaguares         |          | 16 - 25   |          | Lions       | Estadio José Amalfitani (Buenos Aires) | 16 de febrero | 21:40    |
| Descansan: Reds. |          |           |          |             |                                        |               |          |

| Semana 2           | Semana 2 | Semana 2  | Semana 2 | Semana 2   | Semana 2                               | Semana 2      | Semana 2 |
| Local              | PB       | Resultado | PB       | Visitante  | Estadio                                | Fecha         | Hora     |
| ------------------ | -------- | --------- | -------- | ---------- | -------------------------------------- | ------------- | -------- |
| Highlanders        |          | 36 - 31   | BD       | Reds       | Estadio Forsyth Barr (Dunedin)         | 22 de febrero | 19:35    |
| Sunwolves          | BD       | 30 - 31   |          | Waratahs   | Chichibunomiya Rugby Stadium (Tokio)   | 23 de febrero | 13:15    |
| Crusaders          |          | 38 - 22   |          | Hurricanes | Estadio AMI (Christchurch)             | 23 de febrero | 19:35    |
| Brumbies           | BO       | 54 - 17   |          | Chiefs     | Estadio Canberra (Canberra)            | 23 de febrero | 19:45    |
| Sharks             | BO       | 26 - 7    |          | Blues      | Estadio Kings Park (Durban)            | 23 de febrero | 15:05    |
| Stormers           |          | 19 - 17   | BD       | Lions      | Estadio Newlands (Ciudad del Cabo)     | 23 de febrero | 17:15    |
| Jaguares           | BO       | 27 - 12   |          | Bulls      | Estadio José Amalfitani (Buenos Aires) | 23 de febrero | 18:40    |
| Descansan: Rebels. |          |           |          |            |                                        |               |          |

| Semana 3             | Semana 3 | Semana 3  | Semana 3 | Semana 3    | Semana 3                               | Semana 3   | Semana 3 |
| Local                | PB       | Resultado | PB       | Visitante   | Estadio                                | Fecha      | Hora     |
| -------------------- | -------- | --------- | -------- | ----------- | -------------------------------------- | ---------- | -------- |
| Hurricanes           | BO       | 43 - 13   |          | Brumbies    | CET Arena (Palmerston North)           | 1 de marzo | 6:35     |
| Rebels               |          | 24 - 19   | BD       | Highlanders | AAMI Park (Melbourne)                  | 1 de marzo | 8:45     |
| Chiefs               |          | 15 - 30   |          | Sunwolves   | Estadio Waikato (Hamilton)             | 2 de marzo | 6:35     |
| Reds                 |          | 12 - 22   |          | Crusaders   | Estadio Suncorp (Brisbane)             | 2 de marzo | 8:45     |
| Lions                |          | 12 - 30   |          | Bulls       | Estadio Ellis Park (Johannesburgo)     | 2 de marzo | 13:05    |
| Sharks               | BD       | 11 - 16   |          | Stormers    | Estadio Kings Park (Durban)            | 2 de marzo | 15:15    |
| Jaguares             |          | 23 - 19   | BD       | Blues       | Estadio José Amalfitani (Buenos Aires) | 2 de marzo | 21:40    |
| Descansan: Waratahs. |          |           |          |             |                                        |            |          |

| Semana 4             | Semana 4 | Semana 4  | Semana 4 | Semana 4    | Semana 4                           | Semana 4   | Semana 4 |
| Local                | PB       | Resultado | PB       | Visitante   | Estadio                            | Fecha      | Hora     |
| -------------------- | -------- | --------- | -------- | ----------- | ---------------------------------- | ---------- | -------- |
| Hurricanes           |          | 25 - 22   | BD       | Highlanders | Estadio Westpac (Wellington)       | 8 de marzo | 6:35     |
| Rebels               |          | 29 - 26   | BD       | Brumbies    | AAMI Park (Melbourne)              | 8 de marzo | 8:45     |
| Crusaders            | BO       | 57 - 28   |          | Chiefs      | Estadio AMI (Christchurch)         | 9 de marzo | 4:15     |
| Blues                |          | 28 - 20   |          | Sunwolves   | Estadio QBE (Auckland)             | 9 de marzo | 6:35     |
| Waratahs             |          | 28 - 17   |          | Reds        | Sydney Cricket Ground (Sydney)     | 9 de marzo | 8:45     |
| Lions                |          | 47 - 39   |          | Jaguares    | Estadio Ellis Park (Johannesburgo) | 9 de marzo | 13:05    |
| Bulls                |          | 37 - 14   |          | Sharks      | Estadio Loftus Versfeld (Pretoria) | 9 de marzo | 15:15    |
| Descansan: Stormers. |          |           |          |             |                                    |            |          |

| Semana 5                            | Semana 5 | Semana 5  | Semana 5 | Semana 5   | Semana 5                             | Semana 5    | Semana 5 |
| Local                               | PB       | Resultado | PB       | Visitante  | Estadio                              | Fecha       | Hora     |
| ----------------------------------- | -------- | --------- | -------- | ---------- | ------------------------------------ | ----------- | -------- |
| Chiefs                              |          | 23 - 23   |          | Hurricanes | Estadio Waikato (Hamilton)           | 15 de marzo | 6:35     |
| Brumbies                            |          | 19 - 13   | BD       | Waratahs   | Estadio Canberra (Canberra)          | 15 de marzo | 8:45     |
| Stormers                            | BO       | 35 - 8    |          | Jaguares   | Estadio Newlands (Ciudad del Cabo)   | 15 de marzo | 17:10    |
| Sunwolves                           | BD       | 31 - 34   |          | Reds       | Chichibunomiya Rugby Stadium (Tokio) | 16 de marzo | 4:15     |
| Highlanders                         |          | Cancelado |          | Crusaders  | Estadio Forsyth Barr (Dunedin)       | 16 de marzo | 6:35     |
| Lions                               |          | 36 - 33   | BD       | Rebels     | Estadio Ellis Park (Johannesburgo)   | 16 de marzo | 13:05    |
| 1.                                  |          |           |          |            |                                      |             |          |
| Descansan: Bulls , Blues y Sharks . |          |           |          |            |                                      |             |          |

| Semana 6             | Semana 6 | Semana 6  | Semana 6 | Semana 6    | Semana 6                                | Semana 6    | Semana 6 |
| Local                | PB       | Resultado | PB       | Visitante   | Estadio                                 | Fecha       | Hora     |
| -------------------- | -------- | --------- | -------- | ----------- | --------------------------------------- | ----------- | -------- |
| Blues                |          | 33 - 26   | BD       | Highlanders | Eden Park (Auckland)                    | 22 de marzo | 6:35     |
| Hurricanes           |          | 34 - 28   | BD       | Stormers    | Estadio Westpac (Wellington)            | 23 de marzo | 6:35     |
| Waratahs             |          | 20 - 12   |          | Crusaders   | Sydney Cricket Ground (Sydney)          | 23 de marzo | 8:45     |
| Sunwolves \|         |          | 24 - 37   | BO       | Lions       | Estadio Nacional de Singapur (Singapur) | 23 de marzo | 10:55    |
| Bulls                |          | 20 - 56   | BO       | Chiefs      | Estadio Loftus Versfeld (Pretoria)      | 23 de marzo | 13:05    |
| Sharks               |          | 28 - 14   |          | Rebels      | Estadio Kings Park (Durban)             | 23 de marzo | 13:05    |
| Reds                 | BO       | 36 - 14   |          | Brumbies    | Estadio Suncorp (Brisbane)              | 24 de marzo | 5:05     |
| Descansan: Jaguares. |          |           |          |             |                                         |             |          |

| Semana 7                                 | Semana 7 | Semana 7  | Semana 7 | Semana 7  | Semana 7                               | Semana 7    | Semana 7 |
| Local                                    | PB       | Resultado | PB       | Visitante | Estadio                                | Fecha       | Hora     |
| ---------------------------------------- | -------- | --------- | -------- | --------- | -------------------------------------- | ----------- | -------- |
| Hurricanes                               |          | 8 - 32    | BO       | Crusaders | Estadio Westpac (Wellington)           | 29 de marzo | 6:35     |
| Waratahs                                 | BD       | 29 - 31   |          | Sunwolves | Sydney Cricket Ground (Sydney)         | 29 de marzo | 8:45     |
| Blues                                    | BO       | 24 - 9    |          | Stormers  | Eden Park (Auckland)                   | 30 de marzo | 6:35     |
| Reds                                     |          | 13 - 32   | BO       | Rebels    | Estadio Suncorp (Brisbane)             | 30 de marzo | 8:45     |
| Sharks                                   | BD       | 16 - 19   |          | Bulls     | Estadio Kings Park (Durban)            | 30 de marzo | 13:05    |
| Jaguares                                 | BD       | 27 - 30   |          | Chiefs    | Estadio José Amalfitani (Buenos Aires) | 30 de marzo | 21:40    |
| Descansan: Lions, Brumbies, Highlanders. |          |           |          |           |                                        |             |          |

| Semana 8           | Semana 8 | Semana 8  | Semana 8 | Semana 8   | Semana 8                           | Semana 8   | Semana 8 |
| Local              | PB       | Resultado | PB       | Visitante  | Estadio                            | Fecha      | Hora     |
| ------------------ | -------- | --------- | -------- | ---------- | ---------------------------------- | ---------- | -------- |
| Highlanders        | BD       | 28 - 31   |          | Hurricanes | Estadio Forsyth Barr (Dunedin)     | 5 de abril | 6:35     |
| Reds               |          | 24 - 12   |          | Stormers   | Estadio Suncorp (Brisbane)         | 5 de abril | 10:00    |
| Lions              |          | 5 - 42    | BO       | Sharks     | Estadio Ellis Park (Johannesburgo) | 5 de abril | 18:10    |
| Crusaders          | BO       | 36 - 14   |          | Brumbies   | Estadio AMI (Christchurch)         | 6 de abril | 5:15     |
| Blues              |          | 32 - 29   | BD       | Waratahs   | Eden Park (Auckland)               | 6 de abril | 7:35     |
| Rebels             | BO       | 42 - 15   |          | Sunwolves  | AAMI Park (Melbourne)              | 6 de abril | 9:45     |
| Bulls              | BD       | 20 - 22   |          | Jaguares   | Estadio Loftus Versfeld (Pretoria) | 6 de abril | 14:05    |
| Descansan: Chiefs. |          |           |          |            |                                    |            |          |

| Semana 9                                     | Semana 9 | Semana 9  | Semana 9 | Semana 9    | Semana 9                           | Semana 9    | Semana 9 |
| Local                                        | PB       | Resultado | PB       | Visitante   | Estadio                            | Fecha       | Hora     |
| -------------------------------------------- | -------- | --------- | -------- | ----------- | ---------------------------------- | ----------- | -------- |
| Crusaders                                    | BO       | 43 - 17   |          | Highlanders | Estadio AMI (Christchurch)         | 12 de abril | 8:35     |
| Rebels                                       |          | 24 - 41   |          | Stormers    | AAMI Park (Melbourne)              | 12 de abril | 10:45    |
| Chiefs                                       |          | 33 - 29   | BD       | Blues       | Estadio Waikato (Hamilton)         | 13 de abril | 8:35     |
| Brumbies                                     |          | 31 - 20   |          | Lions       | Estadio Canberra (Canberra)        | 13 de abril | 10:45    |
| Sharks                                       |          | 17 - 51   | BO       | Jaguares    | Estadio Kings Park (Durban)        | 13 de abril | 14:05    |
| Bulls                                        | BO       | 32 - 17   |          | Reds        | Estadio Loftus Versfeld (Pretoria) | 13 de abril | 17:15    |
| Descansan: Sunwolves, Waratahs y Hurricanes. |          |           |          |             |                                    |             |          |

| Semana 10                             | Semana 10 | Semana 10 | Semana 10 | Semana 10  | Semana 10                            | Semana 10   | Semana 10 |
| Local                                 | PB        | Resultado | PB        | Visitante  | Estadio                              | Fecha       | Hora      |
| ------------------------------------- | --------- | --------- | --------- | ---------- | ------------------------------------ | ----------- | --------- |
| Chiefs                                | BD        | 17 - 23   |           | Lions      | Estadio Waikato (Hamilton)           | 19 de abril | 8:35      |
| Sunwolves                             | BD        | 23 - 29   |           | Hurricanes | Chichibunomiya Rugby Stadium (Tokio) | 19 de abril | 11:00     |
| Sharks                                | BD        | 14 - 21   |           | Reds       | Estadio Kings Park (Durban)          | 19 de abril | 14:05     |
| Highlanders                           |           | 24 - 12   |           | Blues      | Estadio Forsyth Barr (Dunedin)       | 20 de abril | 8:35      |
| Waratahs                              |           | 23 - 20   | BD        | Rebels     | Sydney Cricket Ground (Sydney)       | 20 de abril | 10:45     |
| Stormers                              | BD        | 17 - 19   |           | Brumbies   | Estadio Newlands (Ciudad del Cabo)   | 20 de abril | 17:15     |
| Descansan: Bulls, Crusaders, Jaguares |           |           |           |            |                                      |             |           |

| Semana 11                       | Semana 11 | Semana 11 | Semana 11 | Semana 11   | Semana 11                              | Semana 11   | Semana 11 |
| Local                           | PB        | Resultado | PB        | Visitante   | Estadio                                | Fecha       | Hora      |
| ------------------------------- | --------- | --------- | --------- | ----------- | -------------------------------------- | ----------- | --------- |
| Crusaders                       | BO        | 36 - 10   |           | Lions       | Estadio AMI (Christchurch)             | 26 de abril | 8:35      |
| Sunwolves                       |           | 0 - 52    | BO        | Highlanders | Chichibunomiya Rugby Stadium (Tokio)   | 26 de abril | 11:00     |
| Hurricanes                      | BO        | 47 - 19   |           | Chiefs      | Estadio Westpac (Wellington)           | 27 de abril | 8:35      |
| Waratahs                        |           | 15 - 23   |           | Sharks      | Sydney Cricket Ground (Sídney)         | 27 de abril | 10:45     |
| Stormers                        |           | 24 - 23   | BD        | Bulls       | Estadio Newlands (Ciudad del Cabo)     | 27 de abril | 14:05     |
| Jaguares                        |           | 20 - 15   | BD        | Brumbies    | Estadio José Amalfitani (Buenos Aires) | 27 de abril | 22:40     |
| Descansan: Blues, Rebels y Reds |           |           |           |             |                                        |             |           |

| Semana 12        | Semana 12 | Semana 12 | Semana 12 | Semana 12 | Semana 12                              | Semana 12 | Semana 12 |
| Local            | PB        | Resultado | PB        | Visitante | Estadio                                | Fecha     | Hora      |
| ---------------- | --------- | --------- | --------- | --------- | -------------------------------------- | --------- | --------- |
| Crusaders        |           | 21 - 21   |           | Sharks    | Estadio AMI (Christchurch)             | 3 de mayo | 7:35      |
| Reds             |           | 32 - 26   | BD        | Sunwolves | Estadio Suncorp (Brisbane)             | 3 de mayo | 9:45      |
| Hurricanes       |           | 29 - 19   |           | Rebels    | Estadio Westpac (Wellington)           | 4 de mayo | 5:15      |
| Highlanders      |           | 31 - 31   |           | Chiefs    | Estadio Forsyth Barr (Dunedin)         | 4 de mayo | 7:35      |
| Brumbies         |           | 26 - 21   | BD        | Bulls     | Estadio Canberra (Canberra)            | 4 de mayo | 9:45      |
| Bulls            |           | 28 - 21   | BD        | Waratahs  | Estadio Loftus Versfeld (Pretoria)     | 4 de mayo | 13:05     |
| Jaguares         |           | 30 - 25   | BD        | Stormers  | Estadio José Amalfitani (Buenos Aires) | 4 de mayo | 19:40     |
| Descansan: Lions |           |           |           |           |                                        |           |           |

| Semana 13            | Semana 13 | Semana 13 | Semana 13 | Semana 13  | Semana 13                          | Semana 13  | Semana 13 |
| Local                | PB        | Resultado | PB        | Visitante  | Estadio                            | Fecha      | Hora      |
| -------------------- | --------- | --------- | --------- | ---------- | ---------------------------------- | ---------- | --------- |
| Blues                |           | 12 - 22   |           | Hurricanes | Eden Park (Auckland)               | 10 de mayo | 7:35      |
| Rebels               |           | 30 - 24   | BD        | Reds       | AAMI Park (Melbourne)              | 10 de mayo | 9:45      |
| Bulls                |           | 13 - 45   | BO        | Crusaders  | Estadio Loftus Versfeld (Pretoria) | 10 de mayo | 17:10     |
| Highlanders          |           | 32 - 27   | BD        | Jaguares   | Estadio Forsyth Barr (Dunedin)     | 11 de mayo | 5:15      |
| Chiefs               |           | 29 - 23   | BD        | Sharks     | Estadio Waikato (Hamilton)         | 11 de mayo | 7:35      |
| Lions                |           | 29 - 28   | BD        | Waratahs   | Estadio Ellis Park (Johannesburgo) | 11 de mayo | 13:05     |
| Brumbies             | BO        | 33 - 0    |           | Sunwolves  | Estadio Canberra (Canberra)        | 12 de mayo | 6:05      |
| Descansan: Stormers. |           |           |           |            |                                    |            |           |

| Semana 14                               | Semana 14 | Semana 14 | Semana 14 | Semana 14   | Semana 14                          | Semana 14  | Semana 14 |
| Local                                   | PB        | Resultado | PB        | Visitante   | Estadio                            | Fecha      | Hora      |
| --------------------------------------- | --------- | --------- | --------- | ----------- | ---------------------------------- | ---------- | --------- |
| Hurricanes                              |           | 20 - 28   |           | Jaguares    | Estadio Westpac (Wellington)       | 17 de mayo | 7:35      |
| Rebels                                  |           | 17 - 32   |           | Bulls       | AAMI Park (Melbourne)              | 17 de mayo | 9:45      |
| Blues                                   | BO        | 23 - 8    |           | Chiefs      | Eden Park (Auckland)               | 18 de mayo | 7:35      |
| Reds                                    |           | 32 - 40   |           | Waratahs    | Estadio Suncorp (Brisbane)         | 18 de mayo | 9:45      |
| Lions                                   |           | 38 - 29   |           | Highlanders | Estadio Ellis Park (Johannesburgo) | 18 de mayo | 13:05     |
| Stormers                                |           | 19 - 19   |           | Crusaders   | Estadio Newlands (Ciudad del Cabo) | 18 de mayo | 15:15     |
| Descansan: Sharks, Sunwolves, Brumbies. |           |           |           |             |                                    |            |           |

| Semana 15              | Semana 15 | Semana 15 | Semana 15 | Semana 15   | Semana 15                            | Semana 15  | Semana 15 |
| Local                  | PB        | Resultado | PB        | Visitante   | Estadio                              | Fecha      | Hora      |
| ---------------------- | --------- | --------- | --------- | ----------- | ------------------------------------ | ---------- | --------- |
| Chiefs                 |           | 19 - 13   | BD        | Reds        | Estadio Waikato (Hamilton)           | 24 de mayo | 7:35      |
| Brumbies               | BO        | 22 - 10   |           | Bulls       | Estadio Canberra (Canberra)          | 24 de mayo | 9:45      |
| Sunwolves              |           | 7 - 52    | BO        | Rebels      | Chichibunomiya Rugby Stadium (Tokio) | 25 de mayo | 7:35      |
| Crusaders              |           | 19 - 11   |           | Blues       | Estadio AMI (Christchurch)           | 25 de mayo | 9:45      |
| Waratahs               |           | 15 - 23   |           | Jaguares    | Sydney Cricket Ground (Sydney)       | 25 de mayo | 9:45      |
| Stormers               |           | 34 - 22   |           | Highlanders | Estadio Newlands (Ciudad del Cabo)   | 25 de mayo | 13:05     |
| Sharks                 |           | 27 - 17   |           | Lions       | Estadio Kings Park (Durban)          | 25 de mayo | 15:15     |
| Descansan: Hurricanes. |           |           |           |             |                                      |            |           |

| Semana 16               | Semana 16 | Semana 16 | Semana 16 | Semana 16  | Semana 16                            | Semana 16  | Semana 16 |
| Local                   | PB        | Resultado | PB        | Visitante  | Estadio                              | Fecha      | Hora      |
| ----------------------- | --------- | --------- | --------- | ---------- | ------------------------------------ | ---------- | --------- |
| Blues                   |           | 22 - 22   |           | Bulls      | Eden Park (Auckland)                 | 31 de mayo | 7:35      |
| Rebels                  | BD        | 15 - 20   |           | Waratahs   | AAMI Park (Melbourne)                | 31 de mayo | 9:45      |
| Sunwolves               |           | 19 - 42   | BO        | Brumbies   | Chichibunomiya Rugby Stadium (Tokio) | 1 de junio | 5:15      |
| Chiefs                  |           | 40 - 27   |           | Crusaders  | ANZ National Stadium (Suva, Fiyi)    | 1 de junio | 7:35      |
| Reds                    |           | 23 - 34   | BO        | Jaguares   | Estadio Suncorp (Brisbane)           | 1 de junio | 9:45      |
| Sharks                  |           | 17 - 30   |           | Hurricanes | Estadio Kings Park (Durban)          | 1 de junio | 13:05     |
| Lions                   | BO        | 41 - 22   |           | Stormers   | Estadio Ellis Park (Johannesburgo)   | 1 de junio | 15:15     |
| Descansan: Highlanders. |           |           |           |            |                                      |            |           |

| Semana 17          | Semana 17 | Semana 17 | Semana 17 | Semana 17  | Semana 17                              | Semana 17  | Semana 17 |
| Local              | PB        | Resultado | PB        | Visitante  | Estadio                                | Fecha      | Hora      |
| ------------------ | --------- | --------- | --------- | ---------- | -------------------------------------- | ---------- | --------- |
| Highlanders        |           | 24 - 24   |           | Bulls      | Estadio Forsyth Barr (Dunedin)         | 7 de junio | 7:35      |
| Reds               |           | 29 - 28   | BD        | Blues      | Estadio Suncorp (Brisbane)             | 7 de junio | 9:45      |
| Crusaders          | BO        | 66 - 0    |           | Rebels     | Estadio AMI (Christchurch)             | 8 de junio | 7:35      |
| Waratahs           |           | 24 - 35   |           | Brumbies   | Sydney Cricket Ground (Sydney)         | 8 de junio | 9:45      |
| Lions              |           | 17 - 37   | BO        | Hurricanes | Estadio Ellis Park (Johannesburgo)     | 8 de junio | 13:05     |
| Stormers           |           | 31 - 18   |           | Sunwolves  | Estadio Newlands (Ciudad del Cabo)     | 8 de junio | 15:15     |
| Jaguares           | BO        | 34 - 7    |           | Sharks     | Estadio José Amalfitani (Buenos Aires) | 8 de junio | 21:10     |
| Descansan: Chiefs. |           |           |           |            |                                        |            |           |

| Semana 18             | Semana 18 | Semana 18 | Semana 18 | Semana 18 | Semana 18                              | Semana 18   | Semana 18 |
| Local                 | PB        | Resultado | PB        | Visitante | Estadio                                | Fecha       | Hora      |
| --------------------- | --------- | --------- | --------- | --------- | -------------------------------------- | ----------- | --------- |
| Highlanders           | BO        | 49 - 12   |           | Waratahs  | Estadio Forsyth Barr (Dunedin)         | 14 de junio | 7:35      |
| Rebels                |           | 8 - 59    | BO        | Chiefs    | AAMI Park (Melbourne)                  | 14 de junio | 9:45      |
| Jaguares              | BO        | 52 - 10   |           | Sunwolves | Estadio José Amalfitani (Buenos Aires) | 14 de junio | 19:10     |
| Hurricanes            |           | 29 - 24   | BD        | Blues     | Estadio Westpac (Wellington)           | 15 de junio | 7:35      |
| Brumbies              | BO        | 40 - 27   |           | Reds      | Estadio Canberra (Canberra)            | 15 de junio | 9:45      |
| Stormers              | BD        | 9 - 12    |           | Sharks    | Estadio Newlands (Ciudad del Cabo)     | 15 de junio | 13:05     |
| Bulls                 | BO        | 48 - 27   |           | Lions     | Estadio Loftus Versfeld (Pretoria)     | 15 de junio | 15:15     |
| Descansan: Crusaders. |           |           |           |           |                                        |             |           |

## Segunda Fase (Play-offs)

### Cuadro
|  | Cuartos de final | Cuartos de final |            |           | Semifinales      | Semifinales      |  |           | Final      | Final      |  |
|  | 21 y 22 de junio | 21 y 22 de junio |            |           | 28 y 29 de junio | 28 y 29 de junio |  |           | 6 de julio | 6 de julio |  |
|  |                  |                  |            |           |                  |                  |  |           |            |            |  |
|  |                  |                  |            |           |                  |                  |  |           |            |            |  |
|  | Crusaders        | 38               |            |           |                  |                  |  |           |            |            |  |
|  | Crusaders        | 38               |            |           |                  |                  |  |           |            |            |  |
|  | Highlanders      | 14               |            |           |                  |                  |  |           |            |            |  |
|  | Highlanders      | 14               |            | Crusaders | 30               |                  |  |           |            |            |  |
|  |                  |                  |            | Crusaders | 30               |                  |  |           |            |            |  |
|  |                  |                  | Hurricanes | 26        |                  |                  |  |           |            |            |  |
|  | Hurricanes       | 35               | Hurricanes | 26        |                  |                  |  |           |            |            |  |
|  | Hurricanes       | 35               |            |           |                  |                  |  |           |            |            |  |
|  | Bulls            | 28               |            |           |                  |                  |  |           |            |            |  |
|  | Bulls            | 28               |            |           |                  |                  |  | Crusaders | 19         |            |  |
|  |                  |                  |            |           |                  |                  |  | Crusaders | 19         |            |  |
|  |                  |                  | Jaguares   | 3         |                  |                  |  |           |            |            |  |
|  | Jaguares         | 21               | Jaguares   | 3         |                  |                  |  |           |            |            |  |
|  | Jaguares         | 21               |            |           |                  |                  |  |           |            |            |  |
|  | Chiefs           | 16               |            |           |                  |                  |  |           |            |            |  |
|  | Chiefs           | 16               |            | Jaguares  | 39               |                  |  |           |            |            |  |
|  |                  |                  |            | Jaguares  | 39               |                  |  |           |            |            |  |
|  |                  |                  | Brumbies   | 7         |                  |                  |  |           |            |            |  |
|  | Brumbies         | 38               | Brumbies   | 7         |                  |                  |  |           |            |            |  |
|  | Brumbies         | 38               |            |           |                  |                  |  |           |            |            |  |
|  | Sharks           | 13               |            |           |                  |                  |  |           |            |            |  |
|  | Sharks           | 13               |            |           |                  |                  |  |           |            |            |  |
|  |                  |                  |            |           |                  |                  |  |           |            |            |  |

### Cuartos de final
Todos los horarios corresponden al huso horario local.
| 21 de junio, 19:35 (UTC +12:00) | Crusaders | 38 - 14 | Highlanders | Orangetheory Stadium, Christchurch                      |                                                         |
|                                 |           | Reporte |             | Asistencia: 14 000 espectadores Árbitro(s): Jaco Peyper | Asistencia: 14 000 espectadores Árbitro(s): Jaco Peyper |

| 21 de junio, 19:05 (UTC -3:00) | Jaguares | 21 - 16 | Chiefs | Estadio José Amalfitani, Buenos Aires                    |                                                          |
|                                |          | Reporte |        | Asistencia: 16 914 espectadores Árbitro(s): Glen Jackson | Asistencia: 16 914 espectadores Árbitro(s): Glen Jackson |

| 22 de junio, 19:35 (UTC +12:00) | Hurricanes | 35 - 28 | Bulls | Westpac Stadium, Wellington |                       |
|                                 |            | Reporte |       | Árbitro(s): Nic Berry       | Árbitro(s): Nic Berry |

| 22 de junio, 20:05 (UTC +10:00) | Brumbies | 38 - 13 | Sharks | GIO Stadium, Canberra                                   |                                                         |
|                                 |          | Reporte |        | Asistencia: 11 112 espectadores Árbitro(s): Mike Fraser | Asistencia: 11 112 espectadores Árbitro(s): Mike Fraser |

### Semifinales
Todos los horarios corresponden al huso horario local.
| 28 de junio, 20:05 (UTC -3:00) | Jaguares | 39 - 7  | Brumbies | Estadio José Amalfitani, Buenos Aires                   |                                                         |
|                                |          | Reporte |          | Asistencia: 31 000 espectadores Árbitro(s): Mike Fraser | Asistencia: 31 000 espectadores Árbitro(s): Mike Fraser |

| 29 de junio, 19:35 (UTC +12:00) | Crusaders | 30 - 26 | Hurricanes | Orangetheory Stadium, Christchurch |                       |
|                                 |           | Reporte |            | Árbitro(s): Nic Berry              | Árbitro(s): Nic Berry |

### Final
El horario corresponde al huso horario local.
| 6 de julio, 19:35 (UTC +12:00) | Crusaders | 19 - 3  | Jaguares | Orangetheory Stadium, Christchurch |                         |
|                                |           | Reporte |          | Árbitro(s): Jaco Peyper            | Árbitro(s): Jaco Peyper |

| Bandera de Nueva Zelanda |
| Campeón Crusaders        |
| Décimo título            |